# Аксинькино (Московская область)
Аксинькино — деревня в Ступинском районе Московской области в составе Городского поселения Ступино (до 2006 года входила в Староситненский сельский округ). На 2016 год Аксинькино одна улица — Вишневая. Впервые в исторических документах упоминается в 1577 году как деревня Оксиньино, в 1677 году — как Оксинкино.

## Население
| 2002 | 2006 | 2010 |
| ---- | ---- | ---- |
| 14   | ↘3   | ↗16  |

Аксинькино расположено в центральной части района, на безымянном ручье, левом притоке реки Ситня, высота центра деревни над уровнем моря — 176 м. Ближайшие населённые пункты: Колдино — примерно в 0,4 км на юго-восток и Воскресенки — в 1,3 км западнее.